# رافاييل لوبيز فيريرا
رافاييل لوبيز فيريرا (بالبرتغالية: Rafael Lopes Ferreira‏) (29 سبتمبر 1986 في البرازيل - ) هو لاعب كرة قدم برازيلي في مركزي الدفاع والظهير. لعب مع سانتو أندريه ونادي ريو برانكو ونادي ساو باولو ونادي فورتاليزا ونادي كورينثيانس ألاغوانو وÁguia de Marabá Futebol Clube ‏ ونادي يبيرانغا وToledo Esporte Clube ‏ ونادي بوا إيسبورت.

## وصلات خارجية
- رافاييل لوبيز فيريرا على موقع بوكس ريك (الإنجليزية) (registration required)
- رافاييل لوبيز فيريرا على موقع قاعدة بيانات كرة القدم.إي يو (الإنجليزية)